# Язиково (Благовіщенський район)
Язико́во (рос. Языково, башк. Языков) — присілок у складі Благовіщенського району Башкортостану, Росія. Входить до складу Новонадеждинської сільської ради.
Населення — 195 осіб (2010; 245 в 2002).
Національний склад:
- росіяни — 68 %
- башкири — 29 %